# Громовское сельское поселение

Герб общины эмигрантов из Сакколы

Гро́мовское се́льское поселе́ние — муниципальное образование в составе Приозерского района Ленинградской области. Административный центр — посёлок Громово.

## Географическое положение
Поселение расположено в центральной части района, восточной границей выходит на берег Ладожского озера, южной — на берег Суходольского озера. В состав поселения входит остров Коневец.
Граничит с Петровским, Ромашкинским, Мельниковским, Ларионовским и Плодовским сельскими поселениями.
По территории поселения проходят автомобильные дороги:
- А121 «Сортавала» (Санкт-Петербург — Сортавала — автомобильная дорога Р-21 «Кола»),
- 41К-012 (Санкт-Петербург — Приозерск),
- 41К-155 (ст. Громово — паромная переправа),
- 41К-156 (Мельничные Ручьи — Приладожское),
- 41К-157 (Громово — Яблоновка),

а также участок Приозерского направления Октябрьской железной дороги (Сосново — Приозерск), на котором расположена станция Громово.
Расстояние от административного центра поселения до районного центра — 50 км.

## История
Первое известное территориальное образование, включающее территории Громовского сельского поселения, известно с 1500 года, когда была составлена «Переписная окладная книга Водской пятины». В Громово (тогда — Сакула) находился центр Сакульского погоста Корельского уезда Водской пятины Новгородской земли. Из-за близости границы территория погоста часто подвергалась разорению, а в 1583 году по условиям Плюсского перемирия отошла к Швеции, оставаясь под её владычеством более 100 лет с незначительными перерывами.
По Ништадтскому миру Сакульский погост вернулся в состав России, но его прежнее население — православные карелы и ижоры, в основном уже покинуло край вследствие притеснений, а на освободившиеся земли были переселены финноязычные лютеране из губерний шведской части Карелии. На месте Саккольского погоста образуется приход Саккола (фин. Sakkola).
Основным занятий финских крестьян, жителей Сакколы, было свиноводство. «Саккольские поросята» были известны по всей Финляндии, и со временем это название превратилось в расхожий торговый бренд, под которым поставлялись поросята не только из Сакколы, но и из окрестных волостей.
Земли сельского поселения в разных качествах пребывали в составе Выборгской губернии до 1940 года, когда после Зимней войны согласно Московскому договору бо́льшая часть Выборгской губернии была передана СССР, финское население эвакуировано, а вновь образованный Раутовский район был заселён переселенцами из внутренних областей СССР.
В ходе Советско-финской «войны-продолжения», в 1941 году в деревни поселения вернулись прежние жители, но в 1944 году они вновь покинули свои дома, на этот раз навсегда.
Община эмигрантов из Сакколы уже в Финляндии разработала герб своей волости, в основу которого легла слава тех самых «саккольских поросят».
24 ноября 1944 года Саккольский сельсовет вместе с другими сельсоветами Кексгольмского района передан из Карело-Финской ССР в Ленинградскую область. 1 октября 1948 года Саккольский сельсовет переименован в Громовский сельсовет.
В начале 1970-х в состав Громовского сельсовета вошла территория упразднённого Приладожского сельсовета.
18 января 1994 года постановлением главы администрации Ленинградской области № 10 «Об изменениях административно-территориального устройства районов Ленинградской области» Громовский сельсовет, также как и все другие сельсоветы области, преобразован в Громовскую волость.
1 января 2006 года в соответствии с областным законом № 50-оз от 1 сентября 2004 года «Об установлении границ и наделении соответствующим статусом муниципального образования Приозерский муниципальный район и муниципальных образований в его составе» было образовано Громовское сельское поселение, в состав которого вошла территория бывшей Громовской волости.

## Символика

### Геральдическое описание герба
В червлёном поле под лазоревой главой, отделённой серебряным узким стропилом, идущий и обернувшийся золотой лось, сопровождённый по сторонам двумя золотыми букетами из трёх стеблей с соцветиями клевера, мятлика и тимофеевки; глава обременена тремя серебряными лётами.
Внесён в Государственный геральдический регистр Российской Федерации под номером № 2216.

### Описание флага
Флаг представляет собой прямоугольное полотнище с соотношением ширины флага и его длины 2:3, повторяющее композицию герба в жёлтом, белом, голубом и красном цветах.
Внесён в Государственный геральдический регистр Российской Федерации под номером № 2217.

## Население
| 2006  | 2010  | 2011  | 2012  | 2013  | 2014  | 2015  |
| ----- | ----- | ----- | ----- | ----- | ----- | ----- |
| 2600  | ↘2500 | ↗2509 | ↗2602 | ↗2657 | ↘2561 | ↘2546 |
| 2016  | 2017  | 2018  | 2019  | 2020  | 2021  | 2023  |
| ↘2501 | ↘2488 | ↘2450 | ↘2424 | ↘2408 | ↘2236 | ↘2195 |
| 2024  | 2025  |       |       |       |       |       |
| ↘2153 | ↘2119 |       |       |       |       |       |

## Состав сельского поселения
| №  | Населённый пункт | Тип населённого пункта          | Население    |
| -- | ---------------- | ------------------------------- | ------------ |
| 1  | Владимировка     | посёлок                         | ↘140 (2017)  |
| 2  | Гречухино        | посёлок                         | ↗7 (2017)    |
| 3  | Громово          | посёлок, административный центр | ↗787 (2017)  |
| 4  | Громово          | посёлок железнодорожной станции | ↗1261 (2017) |
| 5  | Красноармейское  | посёлок                         | ↘54 (2017)   |
| 6  | Новинка          | посёлок                         | ↗16 (2017)   |
| 7  | Портовое         | посёлок                         | ↗77 (2017)   |
| 8  | Приладожское     | посёлок                         | ↗56 (2017)   |
| 9  | Славянка         | посёлок                         | ↗6 (2017)    |
| 10 | Соловьёво        | посёлок                         | ↗5 (2017)    |
| 11 | Черёмухино       | посёлок                         | ↗36 (2017)   |
| 12 | Яблоновка        | посёлок                         | ↘43 (2017)   |